# Horunnefer
Horunnefer (Horwennefer), o Harmajis, fue un dignatario de Tebas, aparentemente de origen nubio que gobernó en la Tebaida de 205 a 199 a. C., año en que murió. A veces, es considerado sumo sacerdote de Ptah en Menfis. 
Durante el reinado de Ptolomeo IV y en el curso de la gran revuelta tebana, Horunnefer se proclamó faraón del Alto Egipto, gobernando por un período de unos seis años.
No se han encontrado monumentos de este rey, pero junto con su sucesor, Anjunnefer dominó una gran parte de Egipto hasta 186 a. C. Un grafito fechado alrededor de 201 a. C. sobre un muro del Templo de millones de años de Seti I en Abidos, en el que se le llama con el nombre griego de Hyrgonaphor, es una prueba de la extensión de su influencia.
Horunnefer, murió el año 199 a. C., sucediéndole en el cargo Anjunnefer (Ankhwennefer).
La Tebaida perdió la independencia de 191 a 190 a. C., aunque tuvo la ayuda del ejército de Meroe, pero fueron derrotados por Comano. 
En Licópolis hubo un levantamiento contra Alejandría que duró hasta 185 a. C., pero fue sofocado por Polícrates de Argos.

## Titulatura
Nombre de Sa-Ra: ḥr un nfr mr is.t mr imn r ˁ nsu ntr.u pȝ ntr ˁ ȝ

## Otras hipótesis
Algunos historiadores estiman que Horunnefer cambió de nombre a Anjunnefer, en 199 a. C., siendo los dos nombres de la misma persona.